# Fnatic
Fnatic ist eine E-Sport-Organisation, die 2004 von Samuel „zr0“ Mathews und seiner Mutter Anne Mathews gegründet wurde.
Gegründet wurde fnatic als Clan für Counter-Strike, war bald darauf aber auch in anderen E-Sport-Disziplinen aktiv. Sander „Vo0“ Kaasjager, Spieler des Computerspiels Painkiller, verhalf Fnatic durch seine guten Ergebnisse auf der CPL World Tour 2005 zum Durchbruch. Ab 2006 gehörte auch das schwedische Counter-Strike-Team um Patrik „f0rest“ Lindberg zur Weltspitze. Inzwischen hat die Organisation ein Preisgeld von insgesamt über 20 Millionen US-Dollar erspielt (Stand: Januar 2024). Der Hauptsitz der Organisation befindet sich in London, darüber hinaus gibt es Niederlassungen in San Francisco, Berlin, Belgrad und Kuala Lumpur.
Im September 2019 wurde die Organisation in Schweden aufgrund von Steuervergehen zu einer Geldstrafe verurteilt.

## Aktive und ehemalige Spieler (Auswahl)

### Counter-Strike-Reihe
Anfang 2006 wurde die Counter-Strike-Abteilung ein wichtiger Leistungsträger des Clans. Das Team um Patrik Lindberg gewann ab 2006 mehrere hunderttausend Dollar Preisgeld. Fnatic war Mitglied der G7 Teams, einer ehemaligen Vereinigung der erfolgreichsten Clans der Welt. Es wurde in den Jahren 2006 und 2009 mit dem eSports Award als eSports Team of the Year ausgezeichnet.
Nach dem Wechsel zu CS:GO gewann Fnatic das erste Major auf der DreamHack Winter 2013. Nach einigen Änderungen an der Besetzung des Teams begann 2015 eine außerordentlich erfolgreiche Phase in der das Team unter anderem die beiden aufeinanderfolgenden Major-Turniere in Katowice und Köln gewann.
Ab dem Frühjahr 2016 blieben größere Erfolge jedoch aus, sodass im August 2016 Robin „flusha“ Rönnquist, Jesper „JW“ Wecksell und Freddy „KRiMZ“ Johansson zu Godsent wechselten, während Simon „twist“ Eriksson und Jonas „Lekr0“ Eliasson von Godsent zu fnatic transferiert wurden. Da diese Wechsel beiden Teams keine größeren Erfolge einbrachten, vereinbarten beide Organisationen im Februar 2017 einen erneuten Spielertausch.
Nach einer langen Durststrecke hinsichtlich großer Erfolge schaffte es das Team nach einem erfolgreichen Jahresabschluss 2019 zwischenzeitlich zurück auf den zweiten Platz der CS:GO-Weltrangliste (nach hltv.org). In der Folge etablierte sich das Team in der erweiterten Weltspitze. Ab 2021 stießen mehrere internationale Spieler zum vormals schwedischen Team.
Auch im CS:GO-Nachfolger Counter-Strike 2 ist Fnatic mit einem Profiteam vertreten. Freddy „KRIMZ“ Johansson ist als einziger Spieler aus der erfolgreichen Phase Mitte der 2010er noch im Aufgebot.
Counter-Strike
| Spieler bei der CPL Singapur 2005 - Harley „dsn“ Örwall - Abdiwahab „MegatoN“ Mohamed - Magnus „Magix“ Berndtsson - Micke „zAFFe“ Säflund - Benjamin „diGitaL“ Hilden | Spieler beim ESWC 2006 - Harley „dsn“ Örwall - Patrik „f0rest“ Lindberg - Patrik „cArn“ Sättermon - Oscar „Archi“ Torgersen - Kristoffer „Tentpole“ Nordlund | Spieler beim IEM Finale Sasion III (2009) - Harley „dsn“ Örwall - Patrik „f0rest“ Lindberg - Patrik „cArn“ Sättermon - Rasmus „Gux“ Ståhl - Christopher „GeT_RiGhT“ Alesund | Spieler bei der GameGune 2012 - Richard „Xizt“ Landström - Andreas „MODDII“ Fridh - Finn „karrigan“ Andersen - Martin „Friis“ Jørgensen - Martin „trace“ Heldt |  |

Counter-Strike: Global Offensive
| Spieler bei der DreamHack Winter 2013 - Jesper „JW“ Wecksell - Robin „flusha“ Rönnquist - Markus „pronax“ Wallsten - Martin „schneider“ Lindberg - Jonatan „Devilwalk“ Lundberg | Spieler beim ESL One Katowice 2015 - Jesper „JW“ Wecksell - Robin „flusha“ Rönnquist - Markus „pronax“ Wallsten - Olof „olofmeister“ Kajbjer - Freddy „KRIMZ“ Johansson | Spieler bei den WESG 2017 - Jesper „JW“ Wecksell - Robin „flusha“ Rönnquist - Jonas „Lekr0“ Olofsson - Maikil „Golden“ Selim - Freddy „KRIMZ“ Johansson | Spieler beim DreamHack Masters Malmö 2019 - Jesper „JW“ Wecksell - Robin „flusha“ Rönnquist - Ludvig „Brollan“ Brolin - Maikil „Golden“ Selim - Freddy „KRIMZ“ Johansson |  |

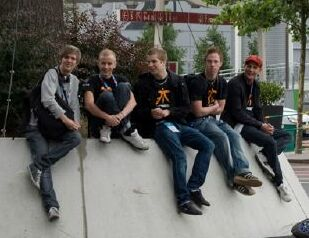
Fnatic beim ESWC 2007
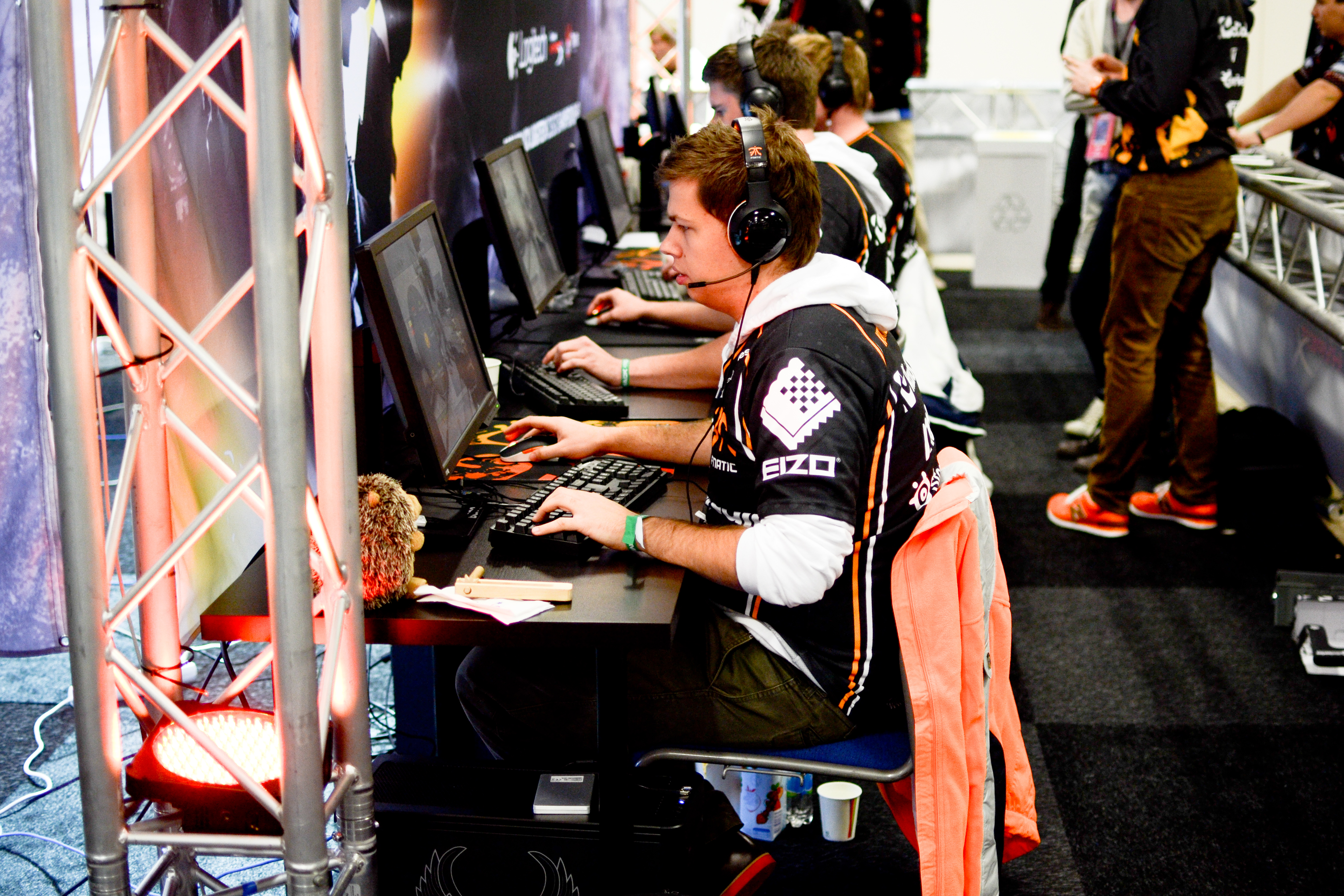
Fnatic bei der DreamHack Winter 2012
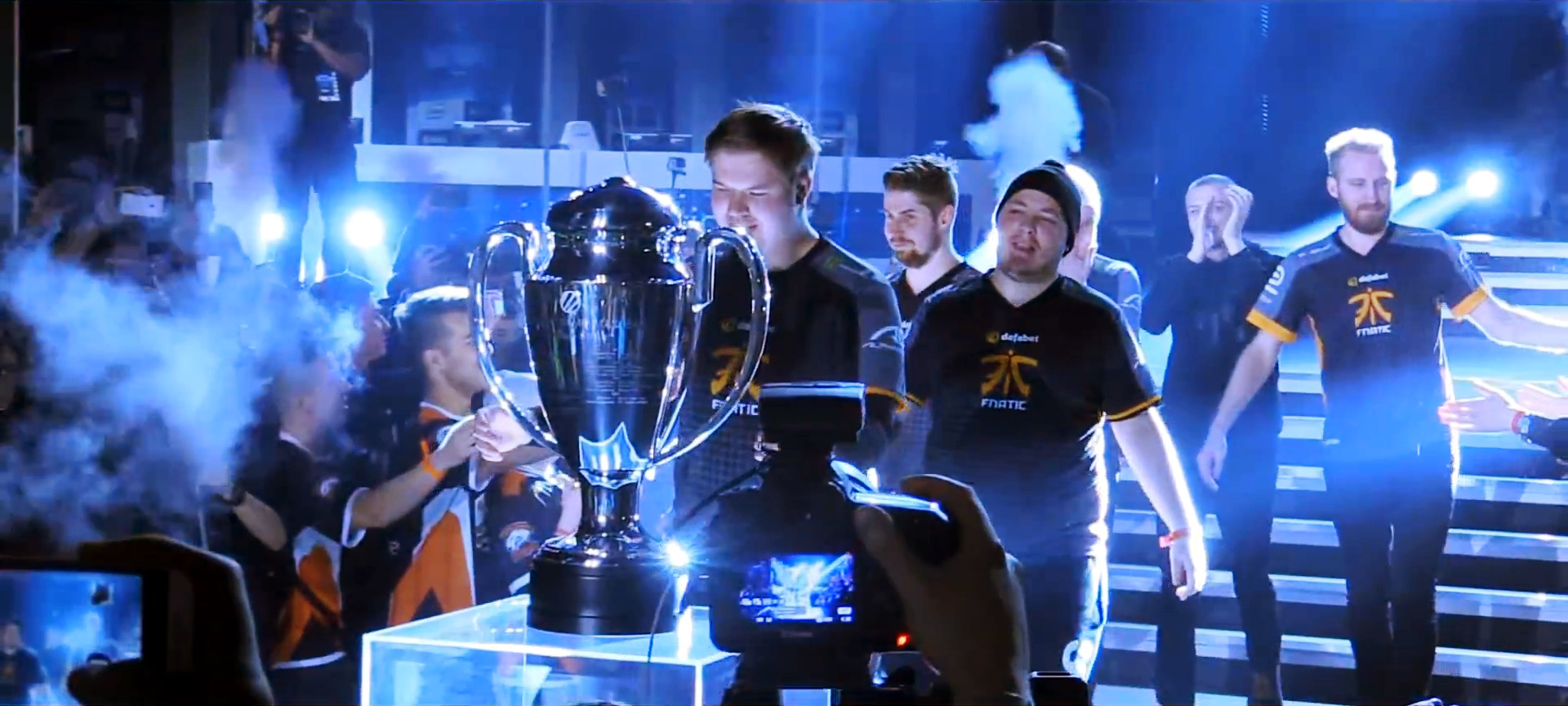
Fnatic gewinnen die IEM X World Championship 2016
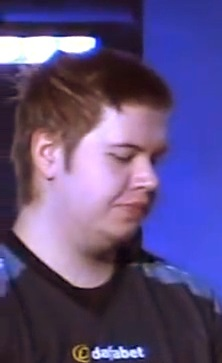
Jesper „JW“ Wecksell (2016)
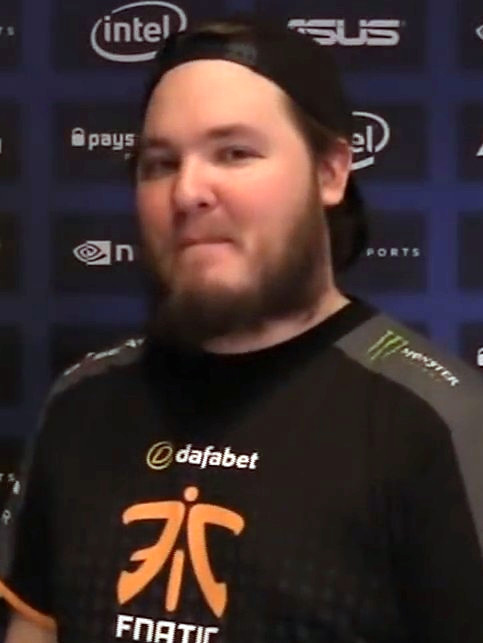
Robin „flusha“ Rönnquist beim ESL One Cologne 2016
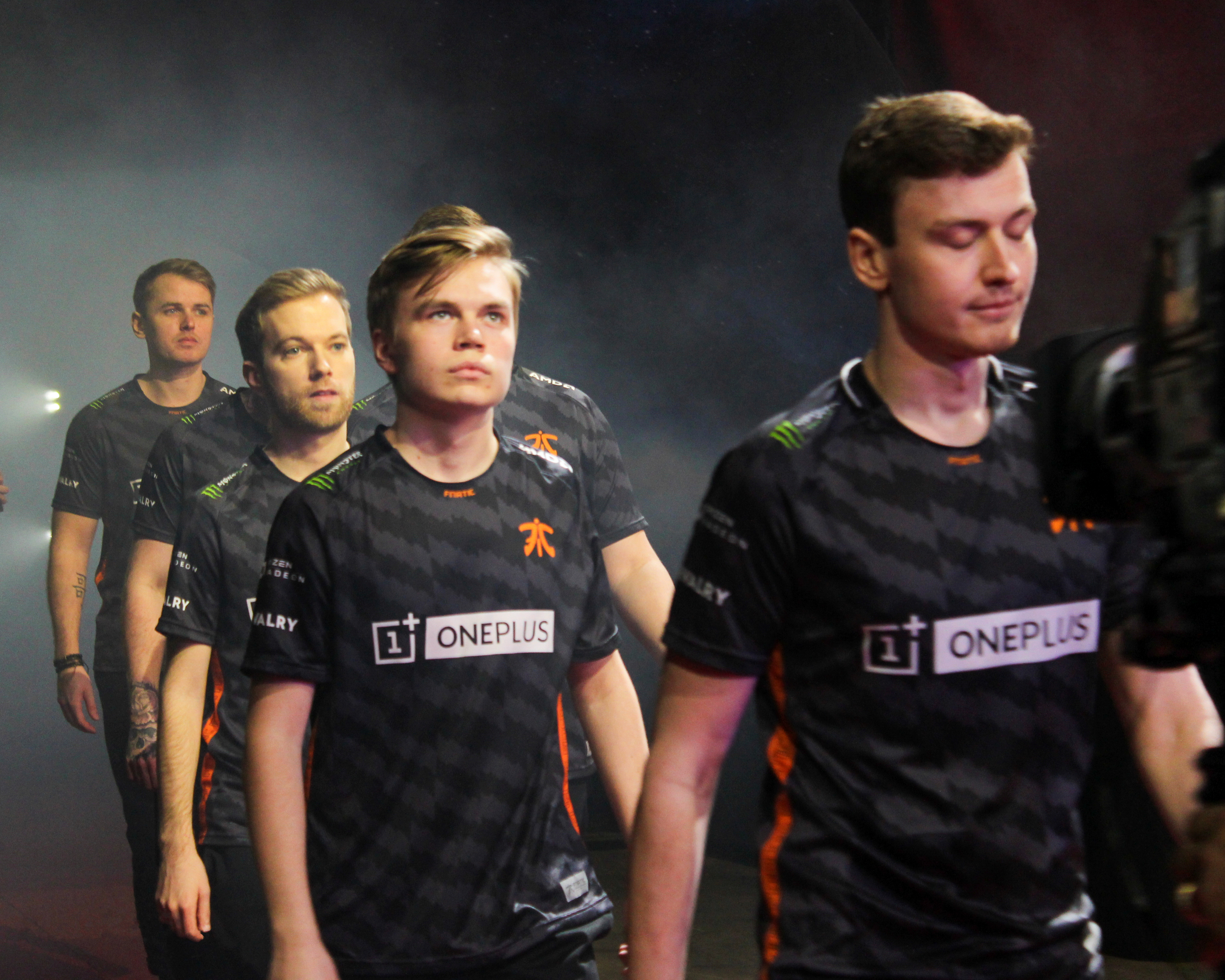
Fnatic beim IEM Sydney 2019

### League of Legends
In League of Legends gewann fnatic 2011 auf der DreamHack Summer die erste Weltmeisterschaft. Nach einem etwas weniger erfolgreichen Jahr 2012 gewann das Team 2013 beide Halbsaisons (Splits) der neu eingeführten Profiliga League Championship Series (LCS) und erreichte bei der Weltmeisterschaft das Halbfinale. Das Erreichen des Halbfinals gelang dem Team auch 2015, dafür scheiterte das Team 2016 bereits in der Qualifikation für das Finalturnier.
Bei den der WM 2018 gelang Fnatic erstmals, seit der ersten Auflage im Jahre 2011, der Einzug in das Finale. Dort unterlag man jedoch dem chinesischen E-Sports Team Invictus Gaming mit 0:3. Zwischen 2013 und 2018 gewann fnatic zudem sieben Mal die EU LCS. Seit der Umbenennung der Liga in LEC 2019 wartet das Team hingegen noch auf einen Titel (Stand: nach 2023). Bei den folgenden Weltmeisterschaften gelang Fnatic jeweils die Qualifikation, über das Viertelfinale hinaus schaffte es des Team allerdings fortan nicht mehr (Stand: nach 2023).
| Spieler bei der Weltmeisterschaft 2011 - Enrique „xPeke“ Cedeño Martínez - Lauri „Cyanide“ Happonen - Maciej „Shushei“ Ratuszniak - Manuel „LaMiaZealot“ Mildenberger - Peter „Mellisan“ Meisrimel | Spieler bei der Weltmeisterschaft 2013 - Paul „sOAZ“ Boyer - Lauri „Cyanide“ Happonen - Enrique „xPeke“ Cedeño Martínez - Johannes „puszu“ Uibos - Bora „YellOwStaR“ Kim | Spieler bei der Weltmeisterschaft 2015 - Heo „Huni“ Seung-hoon - Kim „Reignover“ Yeu-jin - Fabian „Febiven“ Diepstraten - Martin „Rekkles“ Larsson - Bora „YellOwStaR“ Kim | Spieler bei der Weltmeisterschaft 2018 - Gabriël „Bwipo“ Rau - Mads „Broxah“ Brock-Pedersen - Rasmus „Caps“ Winther - Martin „Rekkles“ Larsson - Zdravets „Hylissang“ Galabov | Spieler bei der Weltmeisterschaft 2022 - Martin „Wunder“ Nordahl Hansen - Iván „Razork“ Martín Díaz - Marek „Humanoid“ Brázda - Elias „Upset“ Lipp - Zdravets „Hylissang“ Galabov |

Aktuelles Roster (Stand Jan. 2025)
| Name                      | Position |
| ------------------------- | -------- |
| Óscar „Oscarinin“ Jiménez | Top Lane |
| Iván „Razork“ Díaz        | Jungle   |
| Marek „Humanoid“ Brázda   | Mid Lane |
| Elias „Upset“ Lipp        | AD-Carry |
| Mihael „Mikyx“ Mehle      | Support  |

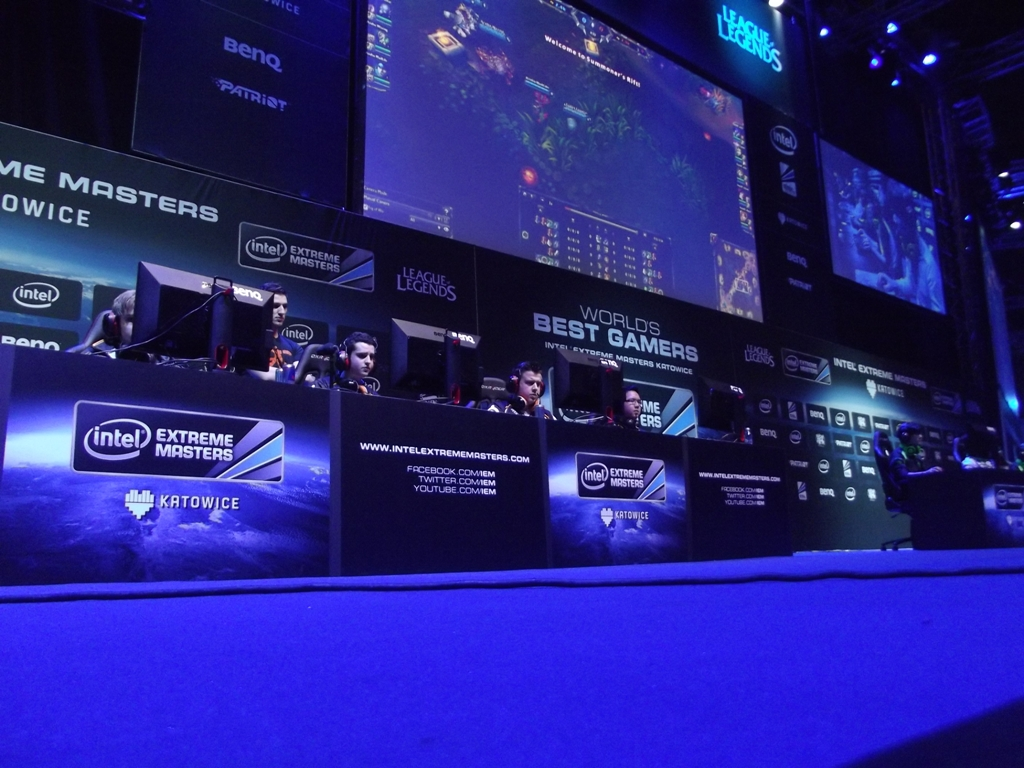
Fnatic beim Intel Extreme Masters Katowice 2013
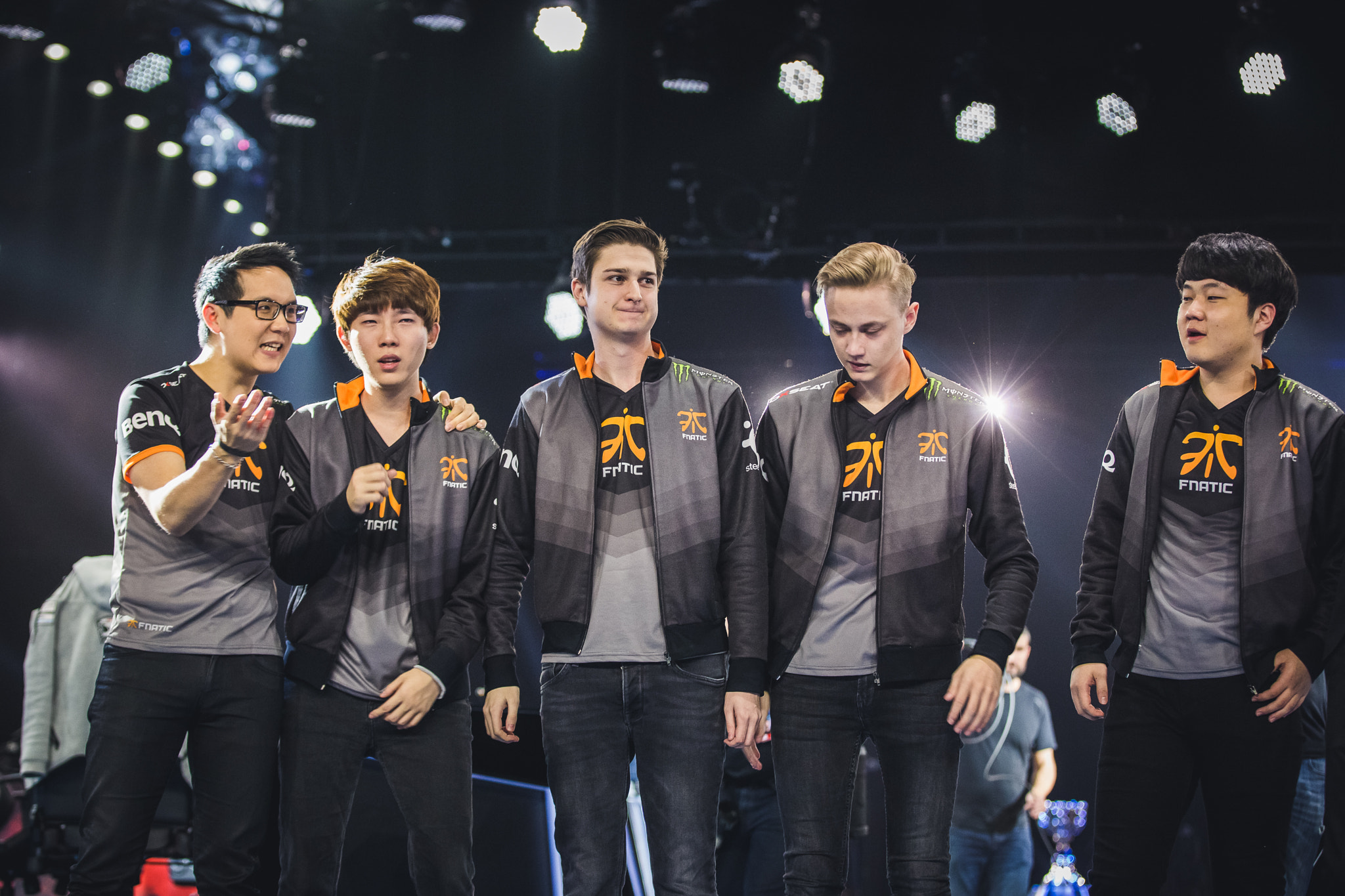
Fnatic bei der Weltmeisterschaft 2015
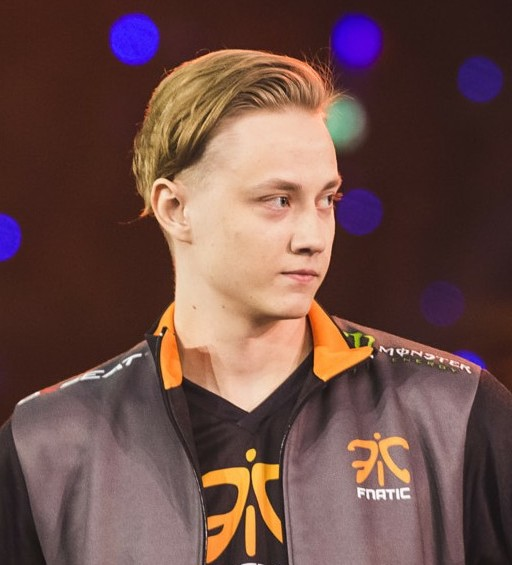
Martin „Rekkles“ Larsson (2015)
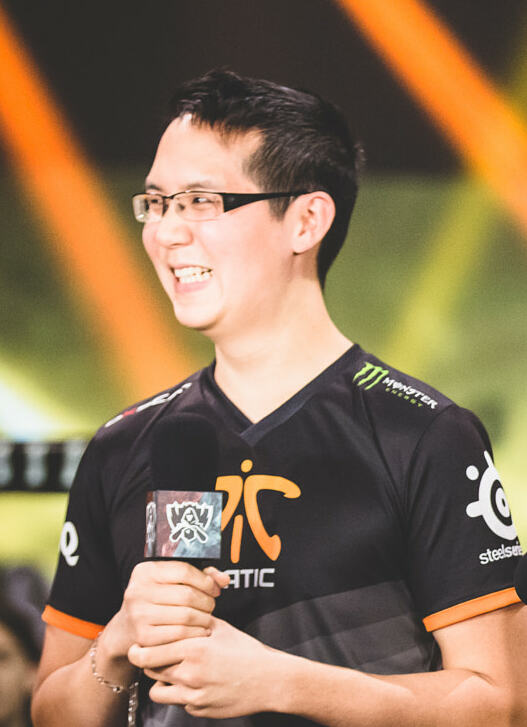
Bora „YellOwStaR“ Kim (2015)
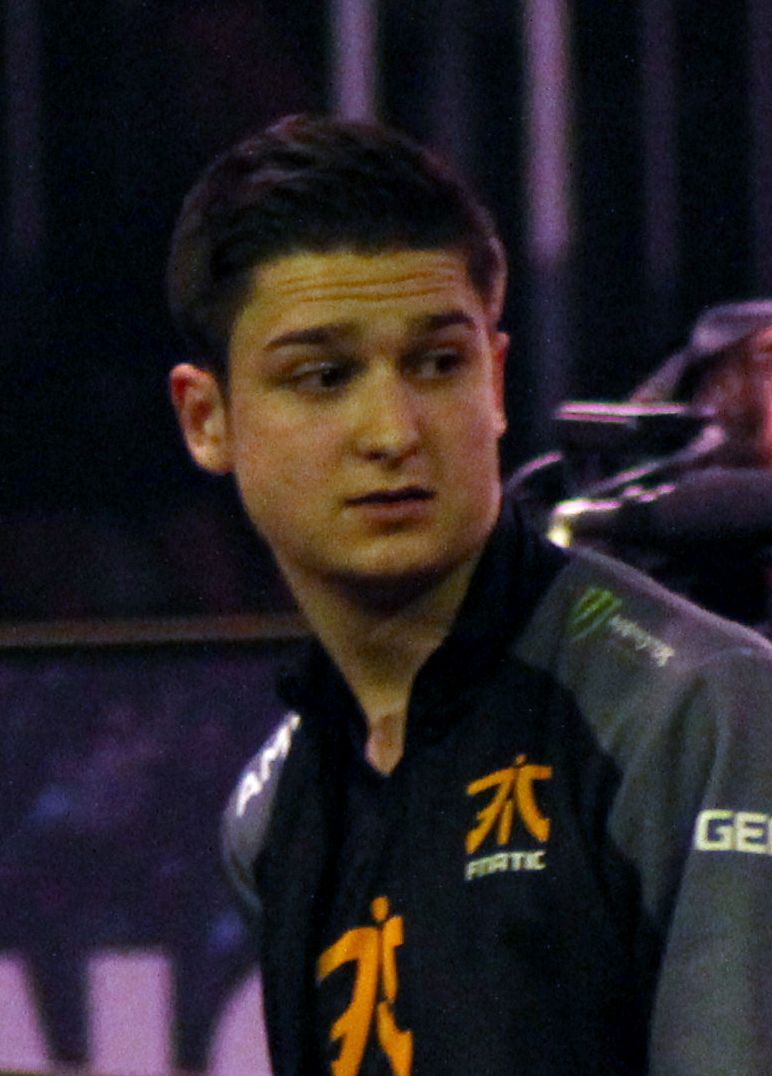
Fabian „Febiven“ Diepstraten (2016)
WM-Finale gegen iG (2018)
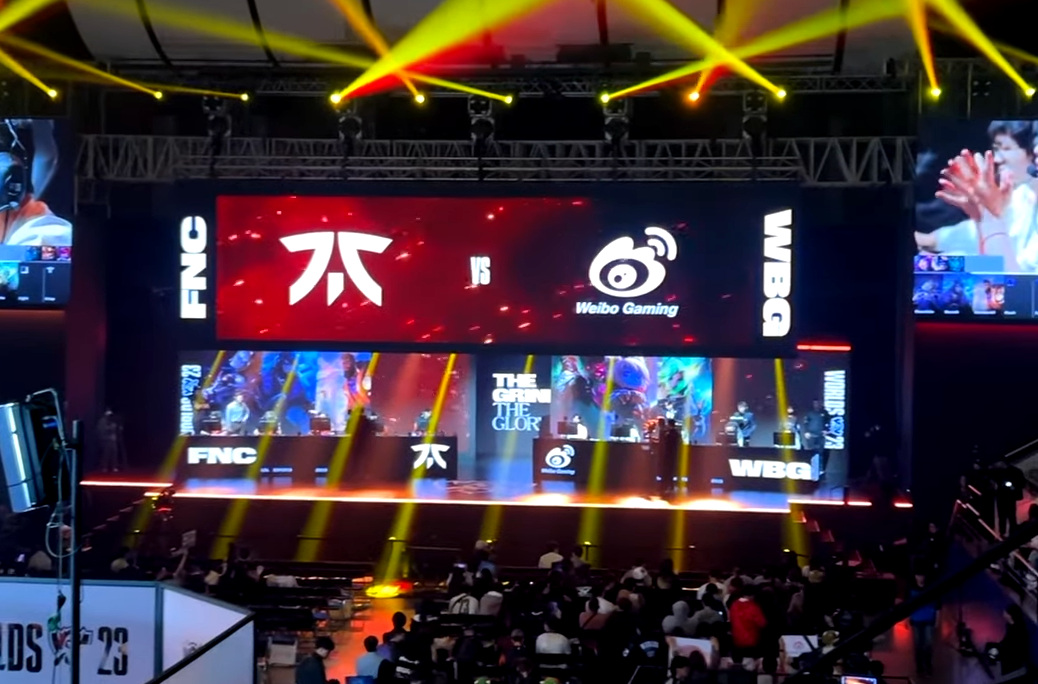
Fnatic bei der Weltmeisterschaft 2023

### Heroes of Newerth / Dota 2
Das Fnatic-Team in der Disziplin Heroes of Newerth konnte ab 2010 zahlreiche Turniere (darunter mehrfach die DreamHack) gewinnen. 2012 entschied sich das Team zum Wechsel zu Dota 2. 2013 und 2014 nahm das Team jeweils am Saisonhöhepunkt The International teil, schied dort jedoch jeweils früh aus, sodass Spieler und Organisation nach dem TI 2014 getrennte Wege gingen.
2015 wurde ein südostasiatisches Team unter Vertrag genommen, welches 2016 den vierten Platz beim International errang und somit ca. 1,4 Millionen US-Dollar gewann. Es folgten weitere Teilnahmen am TI, den Erfolg des Jahres 2016 konnte das Team jedoch nicht übertreffen. Seit Anfang 2023 stellt fnatic kein Team mehr in Dota 2.
| Spieler bei der DreamHack Winter 2011 - Kalle „Trixi“ Saarinen - Johan „N0tail“ Sundstein - Jascha „NoVa“ Markuse - Henrik „Freshpro“ Hansen - Tal „Fly“ Aizik | Spieler beim THOR Open 2012 (Dota 2) - Adrian „Era“ Kryeziu - Kai „H4nn1“ Hanbückers - Kalle „Trixi“ Saarinen - Johan „N0tail“ Sundstein - Tal „Fly“ Aizik | Spieler beim The International 2016 - Chai „Mushi“ Yee Fung - Yeik „MidOne“ Nai Zheng - Khoo „Ohaiyo“ Chong Xin - Djardel „DJ“ Mampusti - Adam „343“ Erwann Shah | Spieler beim The International 2021 - Polo „Raven“ Fausto - Ng „ChYuaN“ Kee Chyuan - Yang „Deth“ Wu Heng - Anucha „Jabz“ Jirawong - Djardel „DJ“ Mampusti |  |

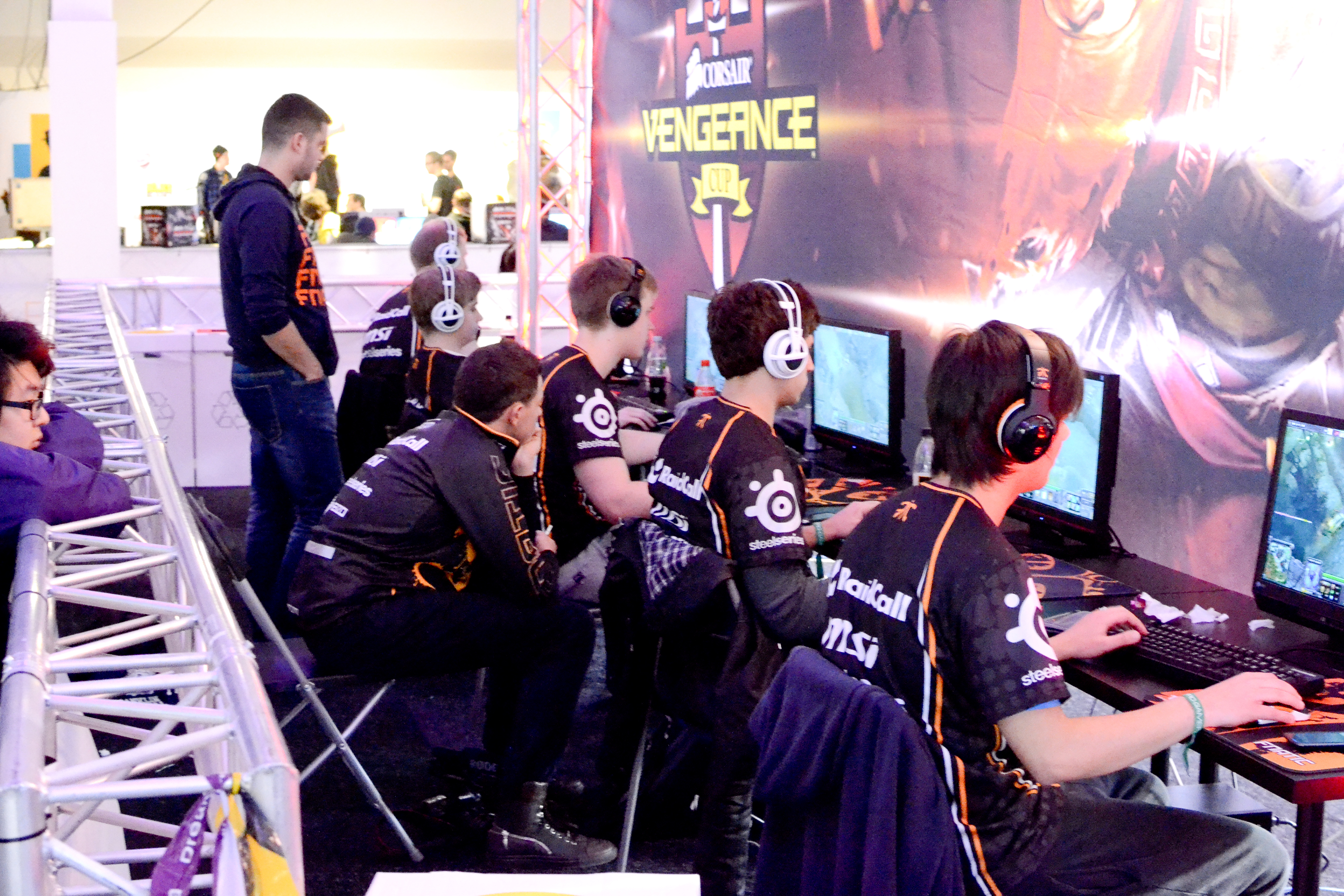
Fnatic bei der DreamHack Winter 2012
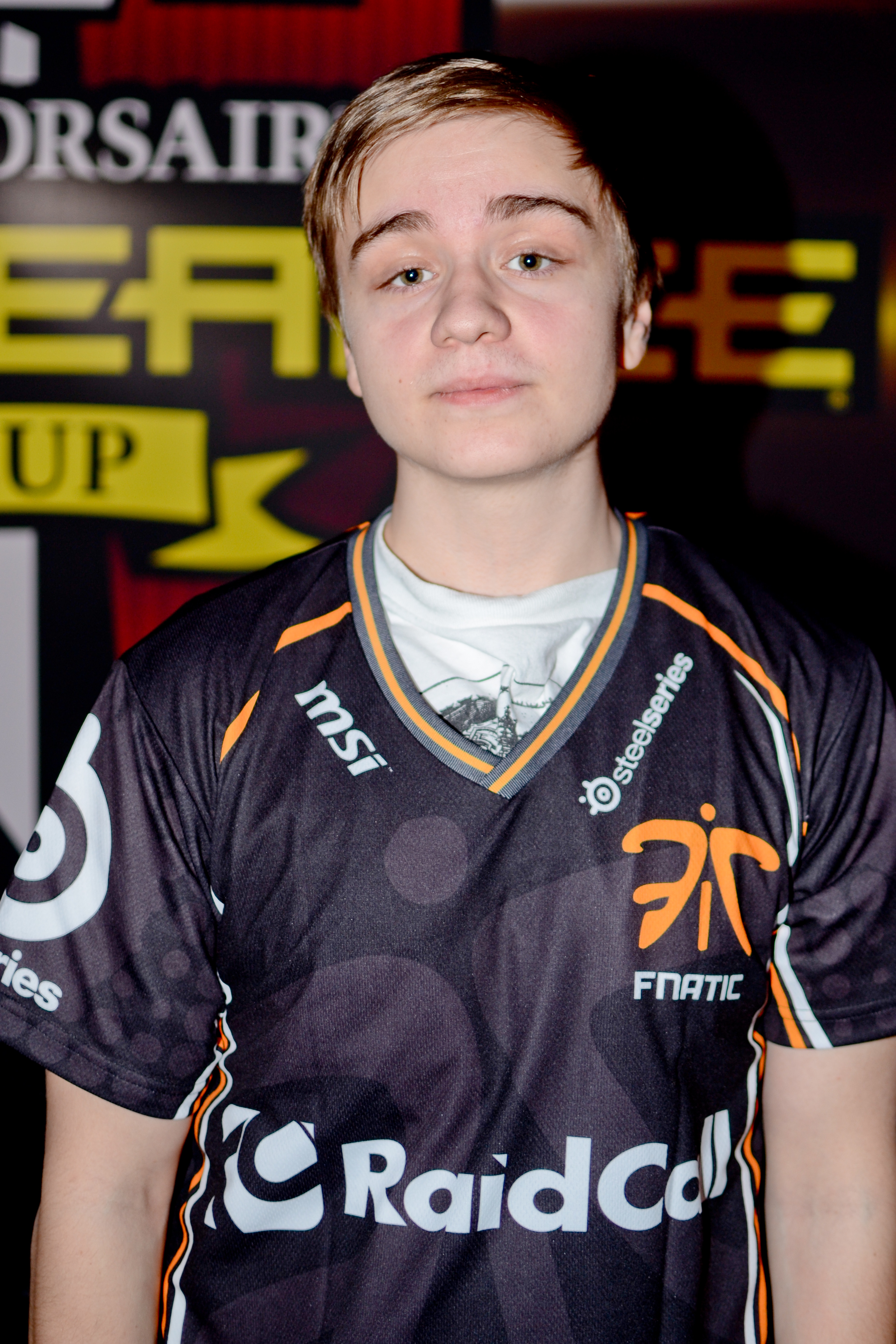
Johan „N0tail“ Sundstein (2012)
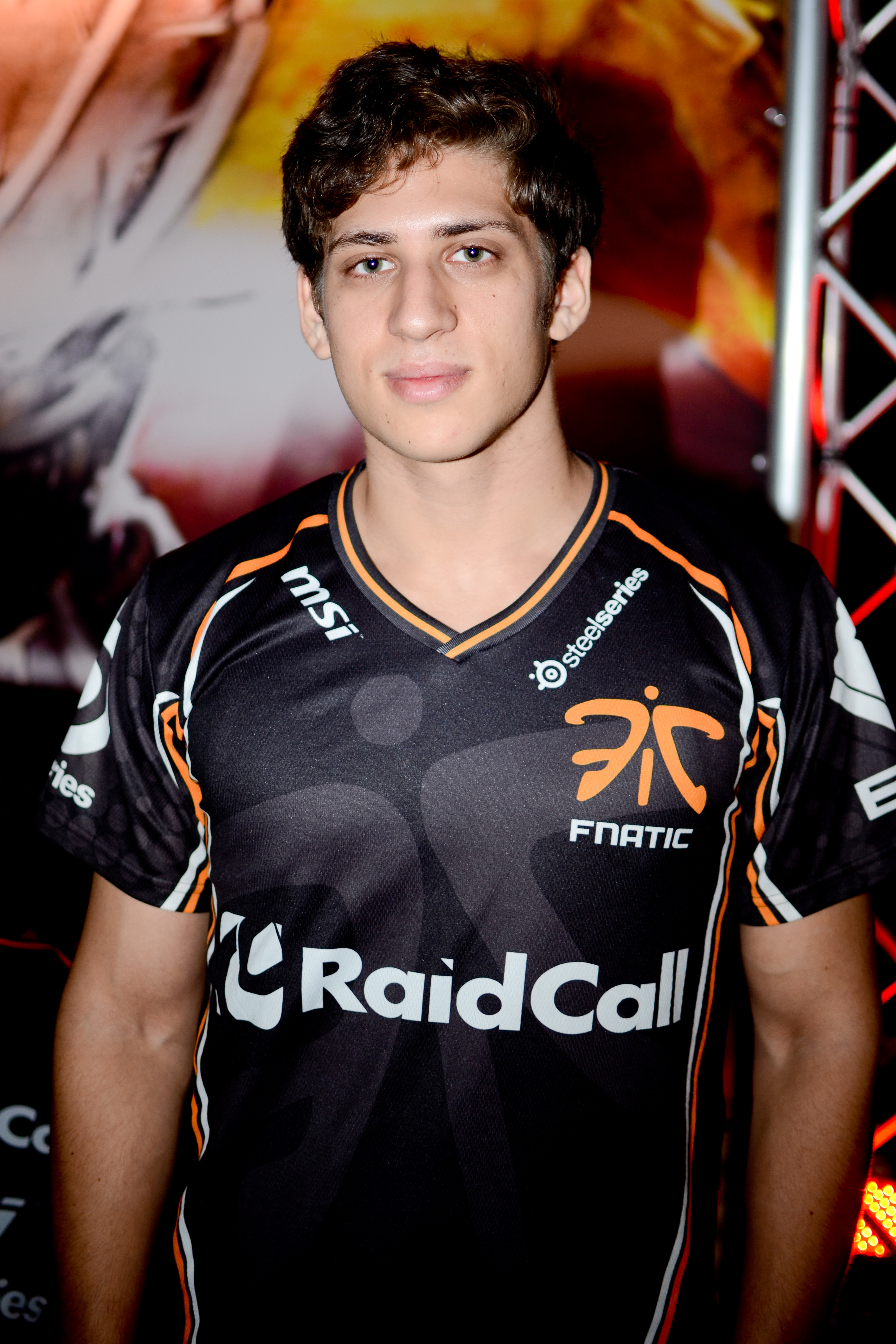
Tal „Fly“ Aizik (2012)
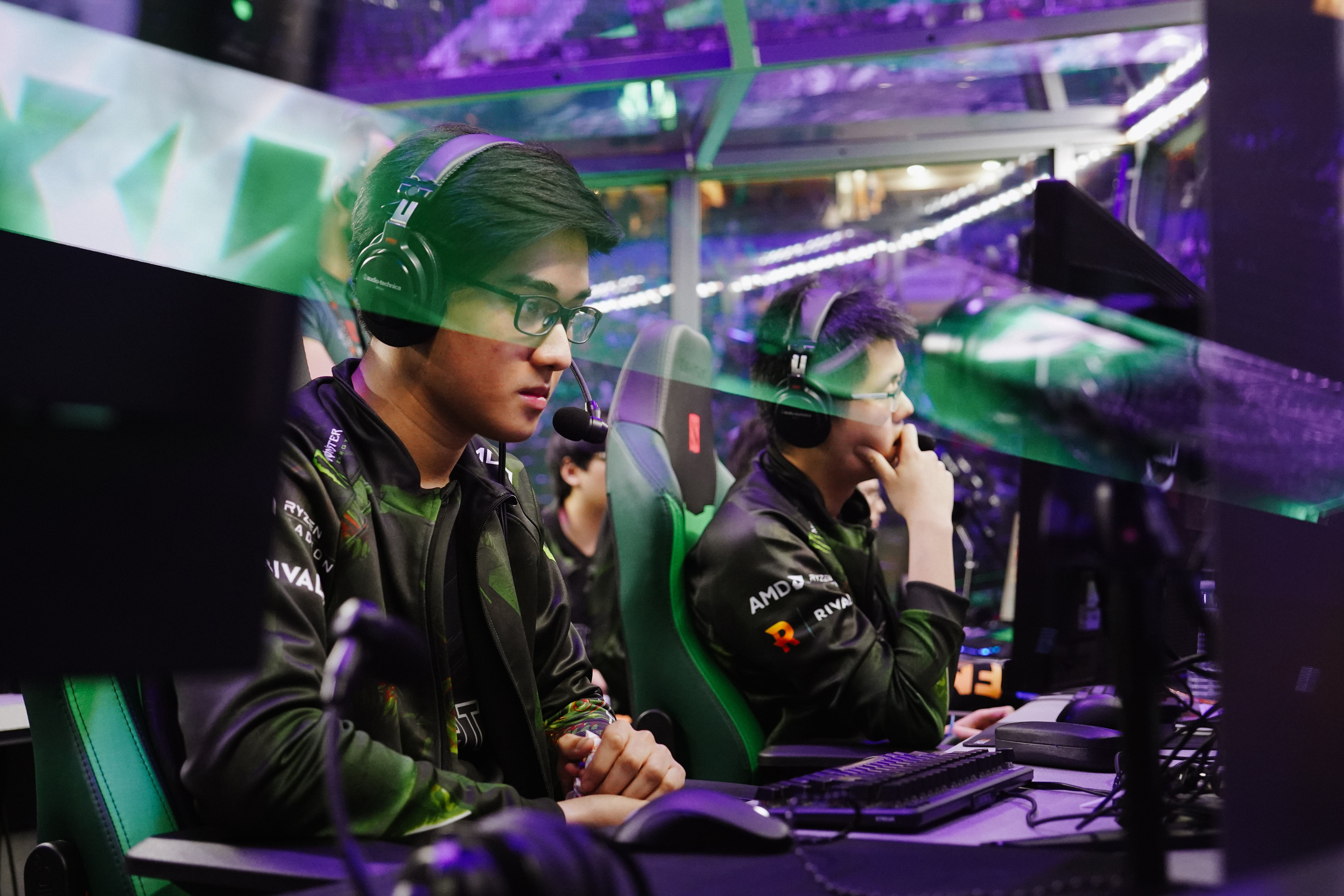
Fnatic beim TI 2018

### Echtzeitstrategiespiele
Zwischen 2005 und 2007 spielten mehr als ein Dutzend europäischer Spieler für Fnatic in Warcraft III. Zu den erfolgreichsten gehörte der Norweger Olav „Creolophus“ Undheim, dem der Durchbruch in die absolute Weltspitze jedoch erst kurz nach seiner Zeit bei fnatic gelang. Ende 2007 trennte sich fnatic von seinen verbliebenen europäischen WC3-Spielern und nahm dafür Anfang 2008 mehrere Spieler aus Südkorea für ein Jahr unter Vertrag.
Mit der Veröffentlichung von StarCraft 2 2010 begann das Team Spieler für Blizzards neuen Titel zu verpflichten. Mit Yoan „ToD“ Merlo und Jang „Moon“ Jae-ho unterschrieben zwei der Top-Spieler in WC3 bei fnatic, in SC2 konnten sich jedoch beide nicht in der absoluten Weltspitze etablieren. Mit seinem Erfolg bei der IGN Pro League Season 4 konnte Han „aLive“ Lee-seok einen großen Einzeltitel für fnatic erzielen. 2015 verließ mit Kevin „Harstem“ de Koning der letzte Spieler das Team.
| - Olav „Creolophus“ Undheim (Nachtelf, 2005–2006) - Kevin „RotterdaM“ van der Kooi (Ork, 2005–2007) - Mihail „XyLigan“ Ryabkov (Mensch, 2006–2007) - Juha-Matti „Satiini“ Bäckström (Nachtelf, 2006–2007) - Um „FoCuS“ Hyo-sub (Nachtelf, 2008–2009) | - Santeri „Naama“ Lahtinen (Terran, 2011–2012) - Silviu „NightEnD“ Lazar (Protoss, 2011–2014) - Yoan „ToD“ Merlo (Protoss, 2011–2012) - Han „aLive“ Lee-seok (Terran, 2012–2013) - Kevin „Harstem“ de Koning (Protoss, 2012–2015) | - Jang „Moon“ Jae-ho (Zerg, 2012) - Kim „Oz“ Hak-soo (Protoss, 2012–2013) - Kim „SaSe“ Hammar (Protoss, 2013–2014) - Anton „Zanster“ Dahlström (Zerg, 2013–2014) - Alex „Neeb“ Sunderhaft (Protoss, 2013–2014) |

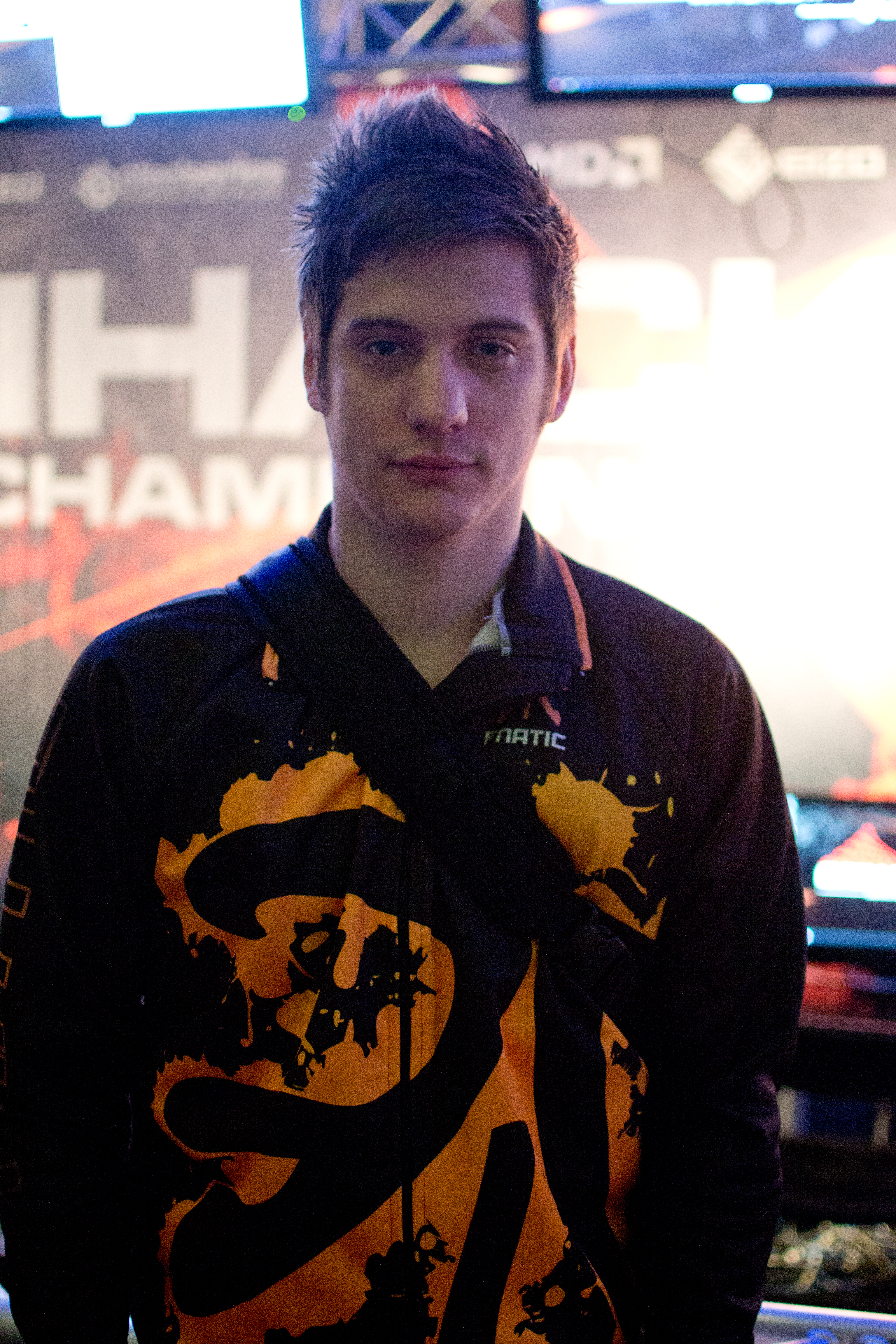
Yoan „ToD“ Merlo (2012)
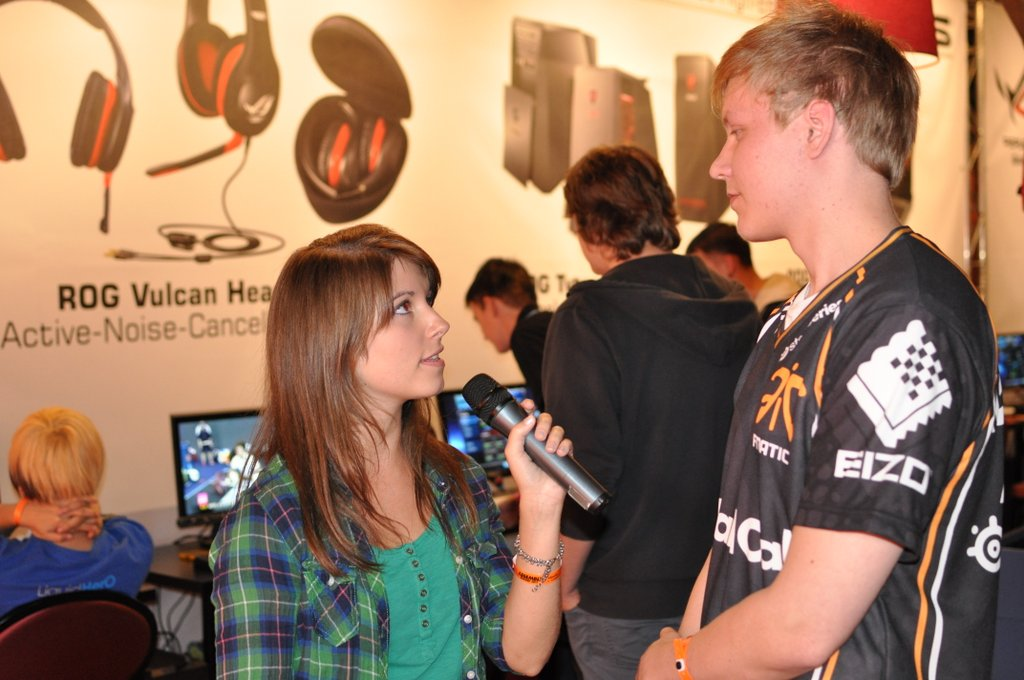
Santeri „Naama“ Lahtinen (2012)
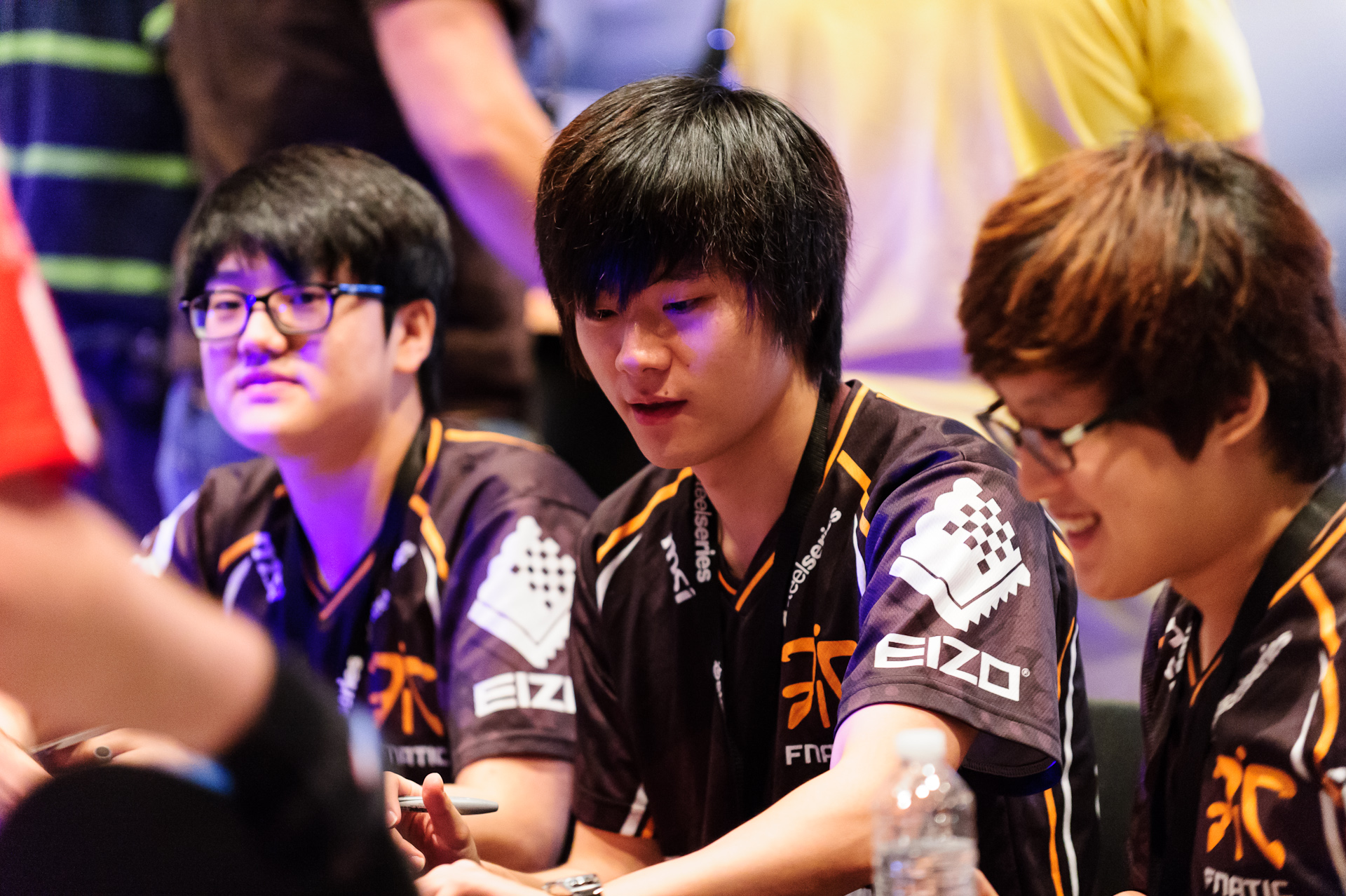
Alive, Oz und Rain (2012)
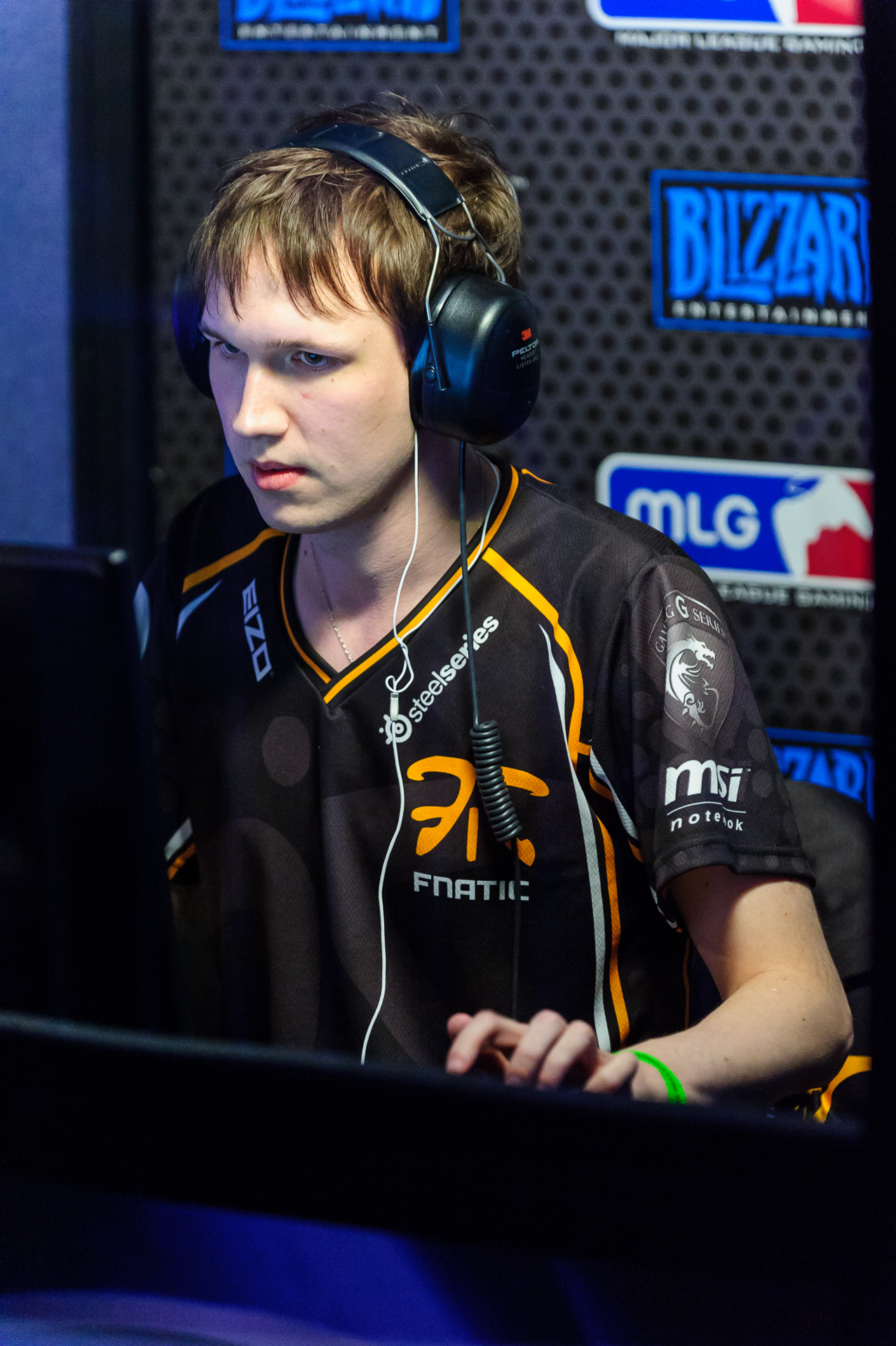
Kim „SaSe“ Hammar (2013)

### Arena-FPS-Spiele
Mitte der 2000er Jahre stellte fnatic einige erfolgreiche Spieler im verschiedenen Arena-FPS-Spielen. Insbesondere Sander „Vo0“ Kaasjager machte durch seine Duelle mit Johnathan „Fatal1ty“ Wendel auf der hochdotierten CPL World Tour 2005 in Painkiller fnatic in der E-Sport-Szene bekannt. Fredrik „gopher“ Quick gewann während seiner Zeit bei fnatic die QuakeCon in Doom 3. Mit Alexei „Cypher“ Januschewski spielte später auch einer der erfolgreichsten Quake-Spieler überhaupt für einige Zeit bei fnatic.
- Laurens „Lauke“ Pluijmaekers (UT 2003, UT 2004, 2004–2005)
- Sander „Vo0“ Kaasjager (Painkiller, 2004–2006)
- Fredrik „gopher“ Quick (Doom 3, Painkiller, 2004–2005)
- Andrew „gellehsak“ Ryder (Painkiller, 2004–2006)
- Alex „Ztrider“ Ingarv (Painkiller, 2004–2006)
- Alexei „Cypher“ Januschewski (Quake 4, Quake Live, 2006–2008)
- James „2GD“ Harding (Quake 4, 2006–2007)

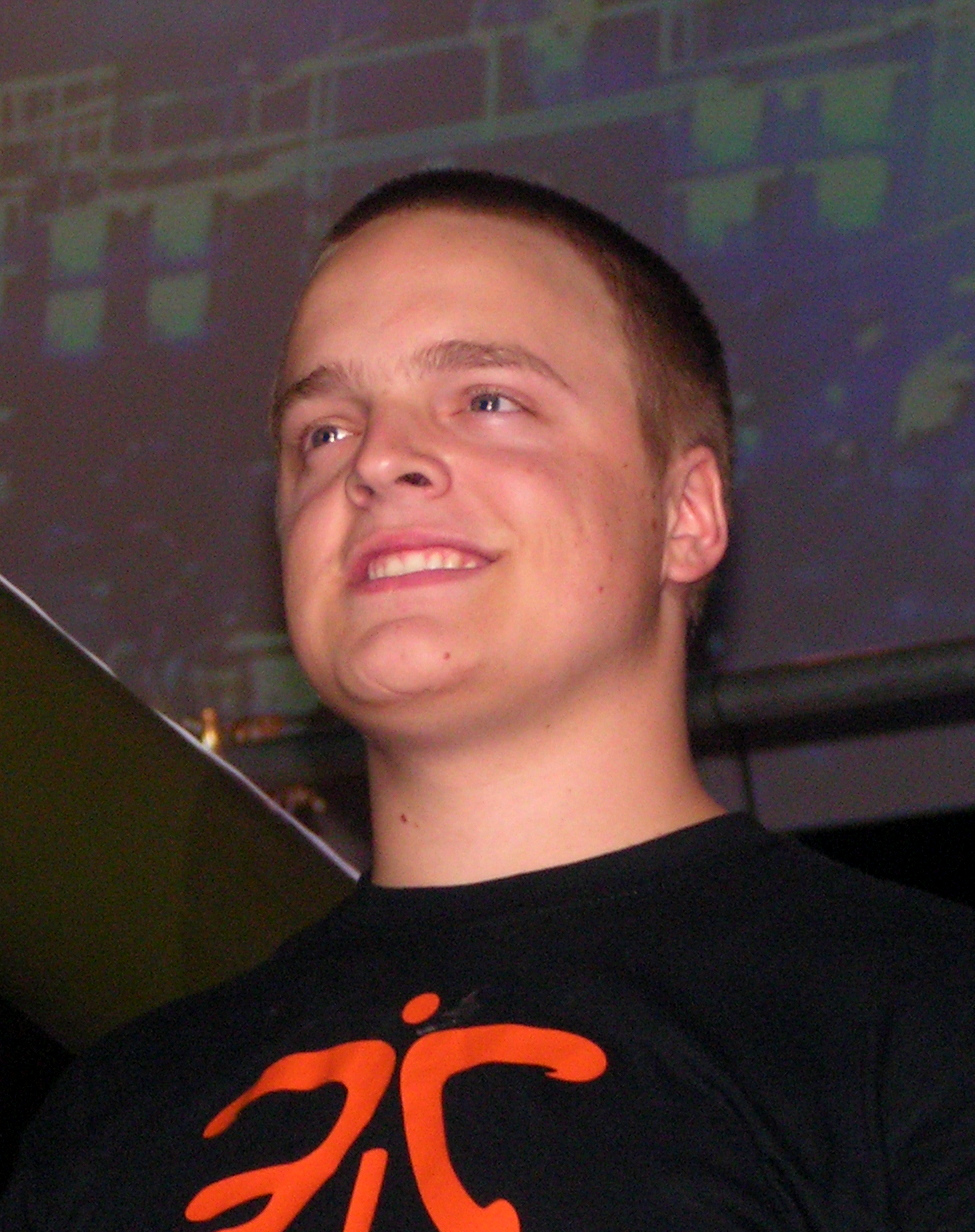
Vo0 bei der CPL World Tour 2005
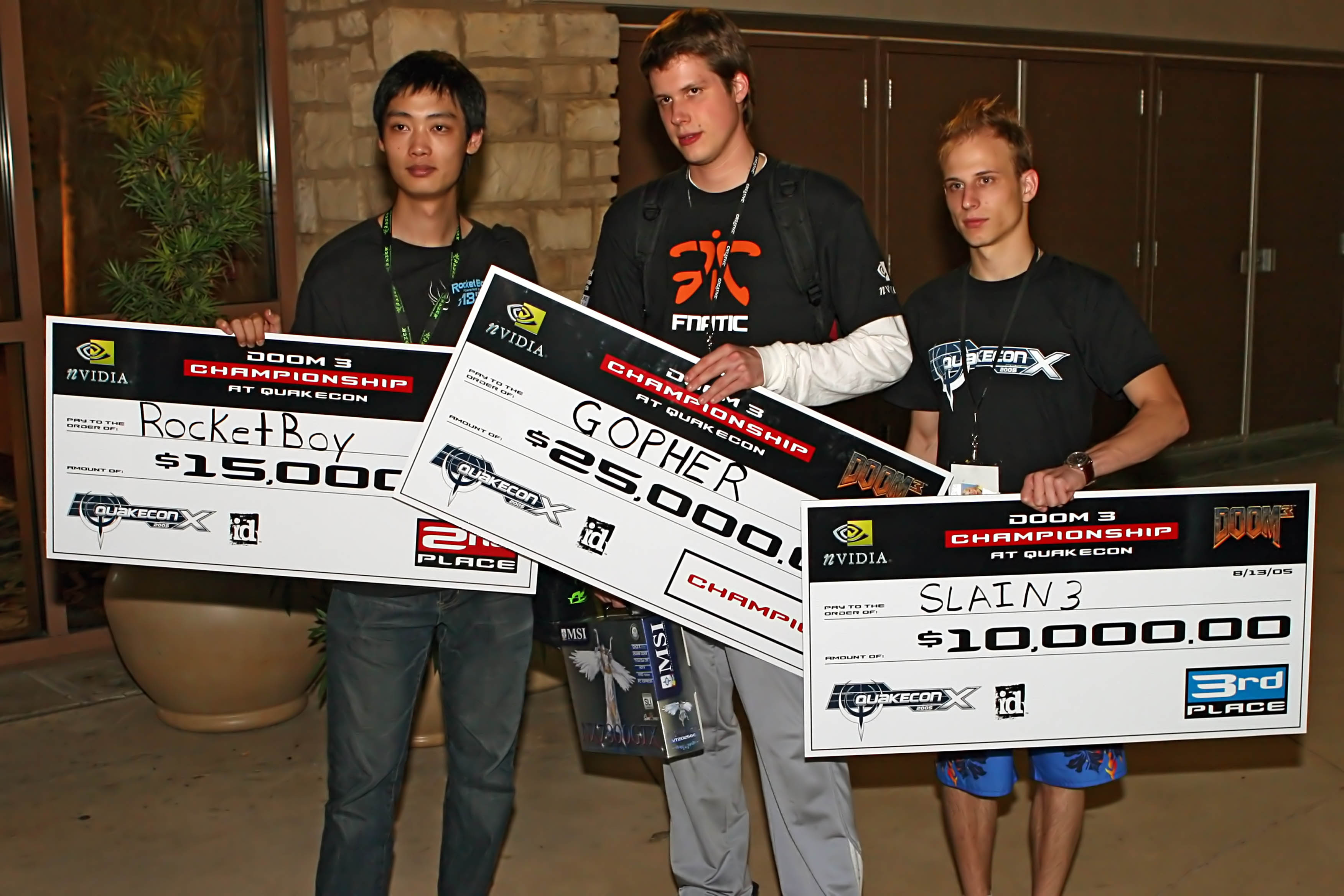
gopher (Mitte) auf der QuakeCon 2005
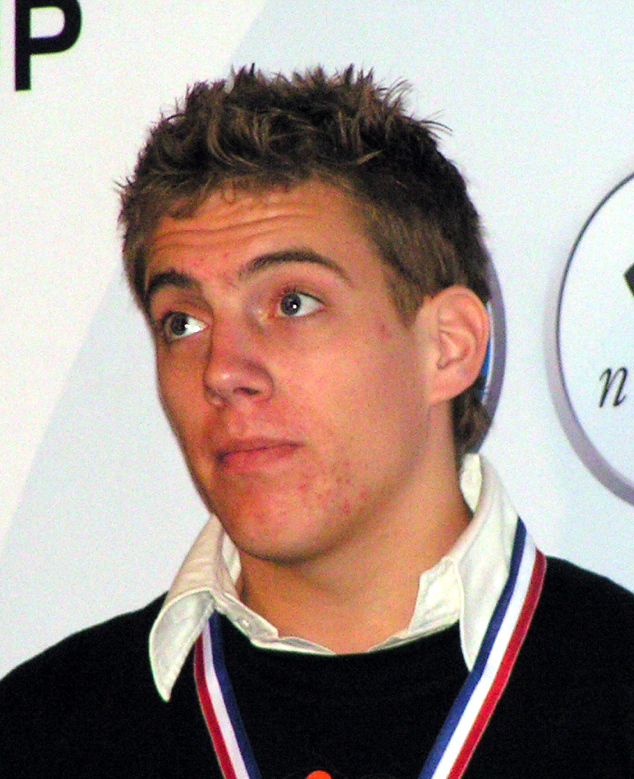
Lauke beim ESWC 2005
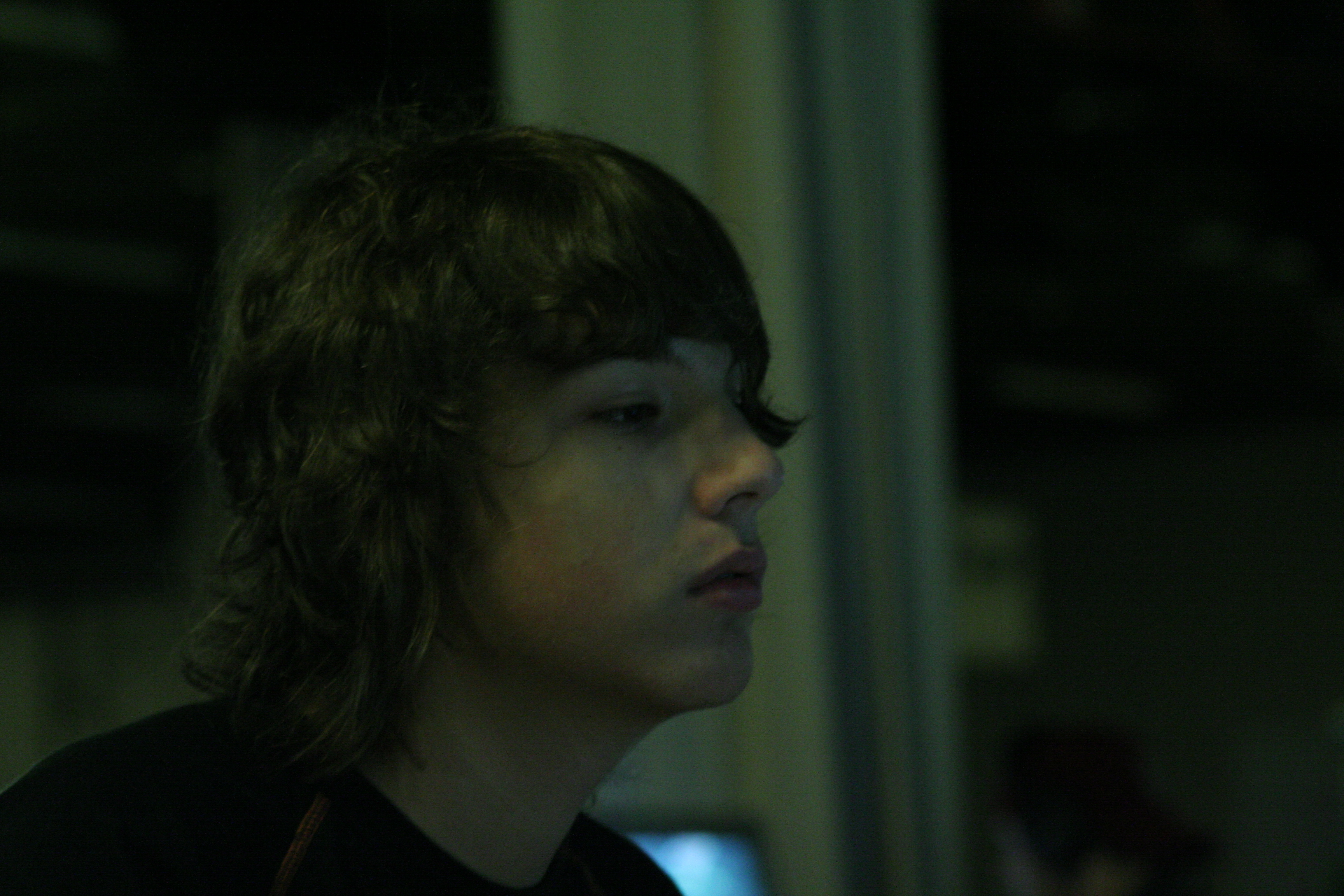
Cypher auf der QuakeCon 2006

### Weitere Disziplinen
In Heroes of the Storm spielte ein mehrheitlich schwedisches Team zwischen 2015 und 2018 für fnatic und gewann insgesamt knapp eine Million US-Dollar Preisgeld.
Der Brite Donovan „TekKz“ Hunt gewann in der Sportsimulation FIFA in seiner Zeit bei fnatic zwischen 2019 und 2023 über 250.000 US-Dollar. Zwischen 2017 und 2020 bestand eine Partnerschaft zwischen fnatic und dem AS Rom.
Seit 2021 stellt fnatic ein europäisches Team in Valorant, welches sich in der Weltspitze etabliert und bis 2023 über eine Million US-Dollar Preisgeld errungen hat.

## Erfolge (Auswahl)

### Counter-Strike
| Datum                            | Platz              | Turnier                                                  | Preisgeld          |
| Counter-Strike 1.6               | Counter-Strike 1.6 | Counter-Strike 1.6                                       | Counter-Strike 1.6 |
| -------------------------------- | ------------------ | -------------------------------------------------------- | ------------------ |
| Okt. 2005                        | 1.                 | CPL Singapur Winter 2005                                 | 010.000 $          |
| Mai 2006                         | 3.                 | WSVG Intel Summer Championship                           | 020.000 $          |
| Juli 2006                        | 2.                 | ESWC 2006                                                | 036.000 $          |
| Aug. 2006                        | 2.                 | NGL ONE Season 1                                         | 010.000 €          |
| Dez. 2006                        | 1.                 | CPL Dallas Winter 2006                                   | 030.000 $          |
| März 2007                        | 3.                 | IEM Season I                                             | 010.000 €          |
| Apr. 2007                        | 2.                 | NGL ONE Season 2                                         | 010.000 $          |
| Juni 2007                        | 1.                 | DreamHack Summer 2007                                    | 045.000 SEK        |
| Juli 2007                        | 3.                 | ESWC 2007                                                | 012.000 $          |
| Aug. 2007                        | 1.                 | NGL ONE Season 3                                         | 020.000 $          |
| Aug. 2007                        | 1.                 | World e-Sports Games: e-Stars                            | 025.000 $          |
| Okt. 2007                        | 1.                 | IEM Season II – Los Angeles                              | 025.000 $          |
| Feb. 2008                        | 1.                 | NGL ONE Season 4                                         | 020.000 $          |
| März 2008                        | 1.                 | WCG Samsung European Championship 2008                   | 012.500 €          |
| Mai 2008                         | 2.                 | KODE5 Finals 2008                                        | 010.000 $          |
| Juli 2008                        | 2.                 | ESWC 2008 – Masters of Paris                             | 07.500 $           |
| Aug. 2008                        | 3.                 | ESWC 2008                                                | 014.000 $          |
| Okt. 2008                        | 1.                 | IEM Season III – Global Challenge Montreal               | 025.000 $          |
| März 2009                        | 1.                 | IEM Season III – Global Finals                           | 050.000 $          |
| Mai 2009                         | 1.                 | ESWC 2009 – Masters of Cheonan                           | 020.000 $          |
| Mai 2009                         | 1.                 | KODE5 Finals 2009                                        | 025.000 $          |
| Okt. 2009                        | 1.                 | IEM Season IV – Global Challenge Dubai                   | 015.000 $          |
| Nov. 2009                        | 2.                 | WCG 2009                                                 | 018.000 $          |
| Dez. 2009                        | 1.                 | World e-Sports Masters 2009                              | 022.500 $          |
| März 2010                        | 2.                 | IEM Season IV – Global Finals                            | 020.000 $          |
| Mai 2010                         | 1.                 | Arablet Cup Europe                                       | 015.000 $          |
| Aug. 2010                        | 1.                 | IEM Season V – Global Challenge Shanghai                 | 014.000 $          |
| Jan. 2011                        | 1.                 | IEM Season V – European Championship                     | 020.000 $          |
| Okt. 2011                        | 1.                 | IEM Season VI – Global Challenge Guangzhou               | 016.000 $          |
| Nov. 2011                        | 1.                 | DreamHack Summer 2011                                    | 100.000 SEK        |
| Counter Strike: Global Offensive |                    |                                                          |                    |
| Nov. 2013                        | 1.                 | DreamHack Winter 2013                                    | 100.000 $          |
| März 2014                        | 5.–8.              | EMS One Katowice                                         | 010.000 $          |
| Aug. 2014                        | 2.                 | ESL One Cologne 2014                                     | 050.000 $          |
| Aug. 2014                        | 1.                 | Star Ladder StarSeries Season X                          | 014.000 $          |
| Okt. 2014                        | 1.                 | FACEIT League Season 2                                   | 020.000 $          |
| Okt. 2014                        | 1.                 | Electronic Sports World Cup 2014                         | 020.000 $          |
| Nov. 2014                        | 1.                 | Fragbite Masters Season 3                                | 160.000 SEK        |
| Dez. 2014                        | 1.                 | ESEA Season 17                                           | 020.000 $          |
| Dez. 2014                        | 1.                 | iOS Pantamera                                            | 015.000 €          |
| Dez. 2014                        | 1.                 | King of Majors                                           | 013.000 $          |
| März 2015                        | 1.                 | ESL One Katowice 2015                                    | 100.000 $          |
| Apr. 2015                        | 2.                 | ESEA Season 18                                           | 025.000 $          |
| Apr. 2015                        | 2.                 | CCS Finals Season 1                                      | 020.000 $          |
| Mai 2015                         | 1.                 | DreamHack Tours 2015                                     | 020.000 $          |
| Mai 2015                         | 1.                 | Gfinity 2015 Spring Masters II                           | 025.000 $          |
| Juni 2015                        | 2.                 | Fragbite Masters Season 4                                | 125.000 SEK        |
| Juni 2015                        | 1.                 | DreamHack Summer 2015                                    | 020.000 $          |
| Juni 2015                        | 1.                 | ESL ESEA Pro League Season 1 EU Division                 | 018.000 $          |
| Juli 2015                        | 1.                 | ESL ESEA Pro League Season 1 Finals                      | 100.000 $          |
| Aug. 2015                        | 1.                 | ESL One Cologne 2015                                     | 100.000 $          |
| Sep. 2015                        | 1.                 | Fragbite Masters Champions Showdown                      | 080.000 SEK        |
| Sep. 2015                        | 3.–4.              | ESL ESEA Pro League Dubai Invitational 2015              | 025.000 $          |
| Sep. 2015                        | 2.                 | Gfinity Champion of Champions 2015                       | 030.000 $          |
| Nov. 2015                        | 2.                 | ESL ESEA Pro League Season 2 EU Division                 | 015.000 $          |
| Nov. 2015                        | 1.                 | FaceIT League 2015 Stage 3 auf der DreamHack Winter 2015 | 100.000 $          |
| Dez. 2015                        | 1.                 | Fragbite Masters Season 5                                | 225.000 SEK        |
| Dez. 2015                        | 1.                 | ESL ESEA Pro League Season 2 Finals                      | 100.000 $          |
| Jan. 2016                        | 1.                 | SL i League StarSeries XVI Finals                        | 090.000 $          |
| Feb. 2016                        | 1.                 | ESL Expo Barcelona CS:GO Invitational                    | 032.000 €          |
| März 2016                        | 1.                 | IEM Season X – World Championship                        | 104.000 $          |
| Mai 2016                         | 3.–4.              | ESL Pro League Season 3 Finals                           | 044.000 $          |
| Juni 2016                        | 3.–4.              | Esports Championship Series Season 1 – Finals            | 080.000 $          |
| Juli 2016                        | 3.–4.              | ESL One Cologne 2016                                     | 070.000 $          |
| Juli 2016                        | 2.                 | Eleague Season 1                                         | 140.000 $          |
| Jan. 2017                        | 2.                 | Eleague Major: Atlanta 2017                              | 070.000 $          |
| Juni 2017                        | 2.                 | DreamHack Summer 2017                                    | 020.000 $          |
| Juli 2017                        | 5.–8.              | PGL Major: Kraków 2017                                   | 035.000 $          |
| Dez. 2017                        | 3.–4.              | ESL Pro League Season 6 – Finals                         | 060.000 $          |
| Dez. 2017                        | 3.–4.              | Esports Championship Series Season 4 – Finals            | 065.000 $          |
| Jan. 2018                        | 5.–8.              | Eleague Major: Boston 2018                               | 035.000 $          |
| März 2018                        | 1.                 | IEM XII – Katowice                                       | 253.000 $          |
| März 2018                        | 1.                 | WESG 2017                                                | 800.000 $          |
| Dez. 2019                        | 3.–4.              | Esports Championship Series Season #8                    | 050.000 $          |
| Dez. 2019                        | 2.                 | ESL Pro League Season 10: Finals                         | 080.000 $          |
| Jan. 2021                        | 2.                 | cs_summit #7                                             | 050.000 $          |
| Nov. 2021                        | 1.                 | DreamHack Open November 2021                             | 050.000 $          |
| Nov. 2021                        | 1.                 | REPUBLEAGUE Season 2                                     | 067.693 $          |

### League of Legends
| Datum     | Platz | Turnier                                                   | Preisgeld   |
| --------- | ----- | --------------------------------------------------------- | ----------- |
| Juni 2011 | 1.    | Season 1 World Championship (DreamHack Summer 2011)       | 050.000 $   |
| Aug. 2011 | 3.    | IEM Season VI Global Challenge Köln                       | 03.400 $    |
| Okt. 2011 | 1.    | IEM Season VI Global Challenge New York                   | 012.000 $   |
| Juni 2012 | 3.–4. | DreamHack Summer 2012                                     | 07.500 $    |
| Aug. 2012 | 4.    | IEM Season VII Global Challenge Gamescom                  | 015.000 $   |
| Nov. 2012 | 1.    | DreamHack Winter 2012                                     | 125.000 SEK |
| Dez. 2012 | 2.    | IGN Pro League Season 5                                   | 020.000 $   |
| Dez. 2012 | 2.    | IEM Season VII Global Challenge Köln                      | 08.500 $    |
| Apr. 2013 | 1.    | LCS Season 3 EU LCS Spring Playoffs                       | 050.000 $   |
| Aug. 2013 | 1.    | LCS Season 3 EU LCS Summer Playoffs                       | 050.000 $   |
| Okt. 2013 | 3.–4. | Season 3 World Championship                               | 150.000 $   |
| Nov. 2013 | 2.    | IEM Season VIII Köln                                      | 07.500 $    |
| März 2014 | 2.    | IEM Season VIII World Championship Katowice               | 030.000 $   |
| Apr. 2014 | 1.    | LCS Season 4 EU LCS Spring Playoffs                       | 050.000 $   |
| Apr. 2015 | 1.    | LCS EU LCS Spring Playoffs 2015                           | 050.000 $   |
| Mai 2015  | 3.–4. | Mid-Season Invitational 2015                              | 025.000 $   |
| Aug. 2015 | 1.    | LCS EU LCS Summer Playoffs 2015                           | 050.000 $   |
| Okt. 2015 | 3.–4. | League of Legends World Championship 2015                 | 150.000 $   |
| März 2016 | 2.    | IEM Season X World Championship Katowice                  | 020.000 $   |
| Apr. 2016 | 3.    | EU LCS Spring Playoffs 2016 (Rotterdam)                   | 015.000 $   |
| Apr. 2018 | 1.    | EU LCS Spring Split 2018 (Kopenhagen)                     | 080.000 $   |
| Sep. 2018 | 1.    | EU LCS Summer Split 2018 (Madrid)                         | 080.000 $   |
| Nov. 2018 | 2.    | League of Legends World Championship 2018 (Seoul/Incheon) | 870.750 $   |

### Warcraft III
- Samsung European Championship 2006: 3. Platz – Dimitar Aleksandrov
- World Cyber Games 2006: 4. Platz – Mihail Ryabkov
- World Cyber Games 2007: 4. Platz – Mihail Ryabkov
- KODE5 Global Finals 2007: 2. Platz – Chulwoo Park

### Quake
- WSVG Intel Summer Championships 2006: 2. Platz – Alexander Ingarv
- QuakeCon 2006: 3. Platz – Alexander Ingarv
- World Series of Video Games 2006: 5. Platz – Alexander Ingarv
- World Series of Video Games 2006: 7. Platz – James Harding
- ESWC Masters of Paris 2008: 1. Platz – Alexei Januschewski
- Electronic Sports World Cup 2008: 1. Platz – Alexei Januschewski

### Painkiller
- Electronic Sports World Cup 2004: 1. Platz – Sander Kaasjager
- CPL Summer 2004: 1. Platz – Sander Kaasjager
- CPL Winter 2004: 1. Platz – Sander Kaasjager
- CPL World Tour Finals 2005: 2. Platz – Sander Kaasjager
- CPL World Tour Finals 2005: 6. Platz – Alexander Ingarv
- CPL World Tour Finals 2005: Top 12 – Andrew Ryder

### Unreal Tournament 2004
- CPL Summer 2004: 2. Platz
- Electronic Sports World Cup 2004: 3. Platz – Laurens Pluijmaekers
- World Cyber Games 2004: 1. Platz – Laurens Pluijmaekers
- Electronic Sports World Cup 2005: 3. Platz – Laurens Pluijmaekers

### World of Warcraft
- ESL Intel Extreme Masters III GC Leipzig: 3. Platz

### Dota 2
- Dreamhack Winter 2013: 2. Platz
- The International 2016: 4. Platz

### Battlefield 4
- Dreamhack Winter 2013: 1. Platz
- ESL One Spring 2014 Season: 1. Platz
- ESL One Summer 2014 Season: 1. Platz
- ESL One Fall 2014 Season: 1. Platz
- ESL One Spring 2015 Season: 1. Platz
- Dreamhack Tours 2015: 1. Platz
- ESL One Summer 2015 Season: 1. Platz